# Sabaikalsk
Sabaikalsk (russisch Забайкальск) ist eine Siedlung städtischen Typs in der Region Transbaikalien (Russland) mit 11.769 Einwohnern (Stand 14. Oktober 2010).

## Geographie
Die Siedlung liegt in der trockenen Steppenlandschaft des südlichen Dauriens, gut 400 Kilometer südöstlich der Regionshauptstadt Tschita, unmittelbar an der Grenze zur Volksrepublik China. Jenseits der Grenze liegt etwa zehn Kilometer südöstlich die Großstadt Manjur.
Die Siedlung Sabaikalsk ist seit 1967 Verwaltungszentrum des gleichnamigen Rajons Sabaikalsk.

## Geschichte
Die Geschichte des Ortes begann mit dem Bau der Chinesischen Osteisenbahn, Teil der ursprünglichen Strecke der Transsibirischen Eisenbahn ab 1897, als hier die Ausweichstelle Nr. 86 (Rasjesd No. 86) als letzte Station auf dem Territorium des Russischen Reiches errichtet wurde, um die eine kleine Siedlung entstand. Der Betrieb auf diesem Abschnitt wurde am 25. Oktober 1901 aufgenommen; als Gründungsjahr des Ortes gilt 1904 (nach anderen Angaben bereits 1900).
Während des sowjetisch-chinesischen Grenzkriegs erhielten der Ort und die Station 1929 den Namen Otpor, russisch für Abwehr, Widerstand. 1954 wurde der Status einer Siedlung städtischen Typs verliehen. Den heutigen Namen erhielt sie 1960, abgeleitet von russischen Sabaikalje für Transbaikalien.

### Bevölkerungsentwicklung
| Jahr | Einwohner |
| ---- | --------- |
| 1959 | 6.970     |
| 1970 | 6.265     |
| 1979 | 6.834     |
| 1989 | 8.632     |
| 2002 | 10.210    |
| 2010 | 11.769    |

Anmerkung: Volkszählungsdaten

## Wirtschaft und Infrastruktur

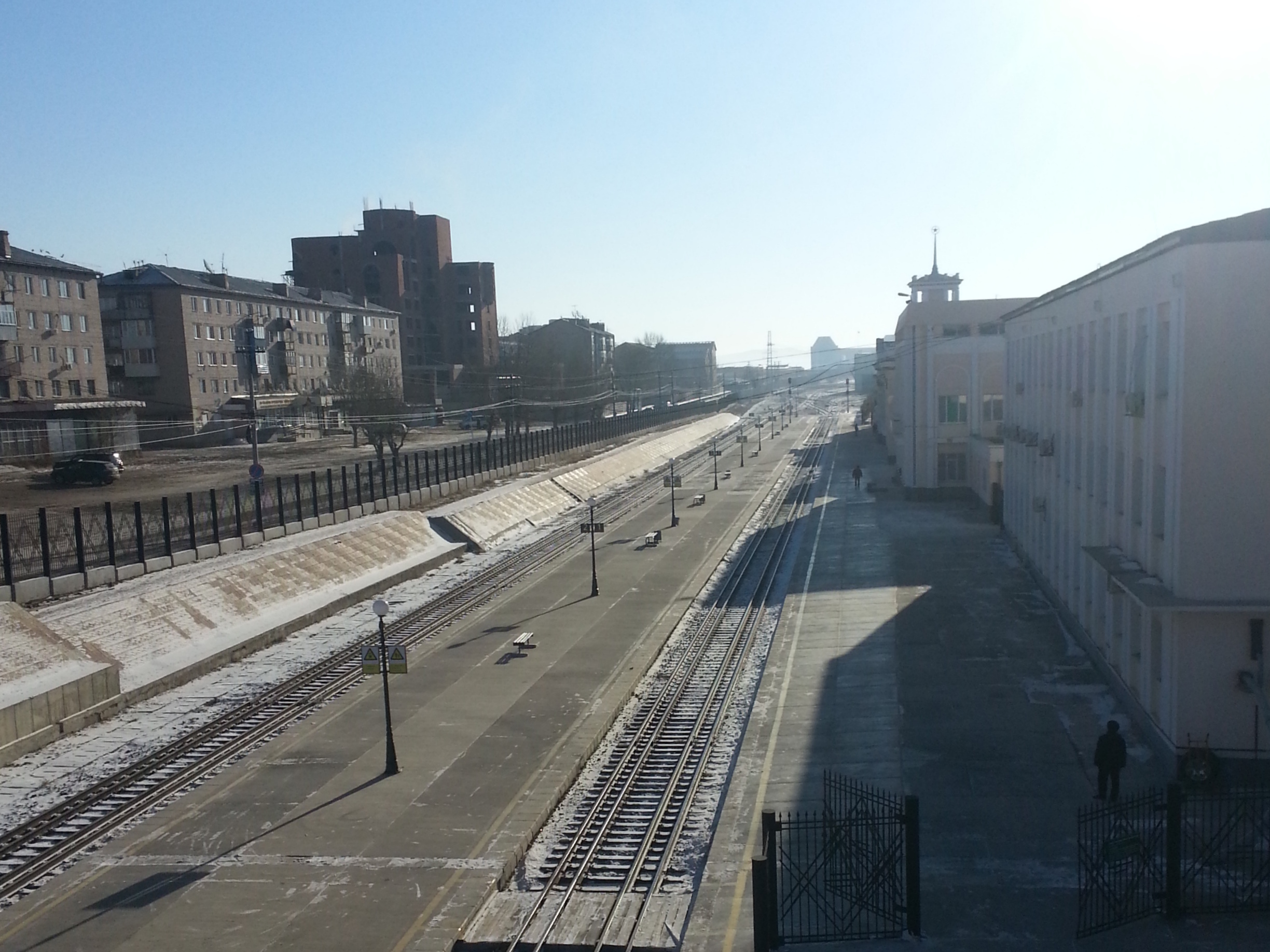
Der Bahnhof von Sabaikalsk

Sabaikalsk ist Grenzbahnhof an der ehemaligen Chinesischen Osteisenbahn, der heutigen Strecke Karymskaja–Sabaikalsk der Transbaikal-Eisenbahn (Regionalverwaltung der Russischen Eisenbahnen). Sie liegt bei Streckenkilometer 6658 ab Moskau, unmittelbar vor der Grenze zu China und etwa zehn Kilometer von der ersten chinesischen Station Manjur entfernt (frühere Form Manzhouli; russisch, und von Streckeneröffnung bis in die 1930er Jahre offiziell Маньчжурия/Mantschschurija, für Mandschurei).
Auch die Fernstraße A350 von Tschita, Teil der asiatischen Fernstraße AH6, überquert hier die Grenze. Der Straßengrenzübergang wurde 1998 stark erweitert neu errichtet und ist heute einer der größten Russlands.
Grenzverkehr und damit verbundener Handel sind die Hauptwirtschaftsfaktoren. Etwa 60 Prozent der auf dem Landwege zwischen Russland und der Volksrepublik China transportierten Güter überqueren bei Sabaikalsk die Grenze. Daneben gibt es Betriebe der Lebensmittelindustrie.